# Tetracanthella perezi
Tetracanthella perezi is een springstaartensoort uit de familie van de Isotomidae. De wetenschappelijke naam van de soort is voor het eerst geldig gepubliceerd in 1944 door Delamare.